# Marta de Persia
Marta de Persia, virgen y mártir, nació en Persia en el siglo IV, cristiana que fue martirizada el domingo de Pascua, 19 de abril del año 341, siendo parte de los 120 mártires de Persia, en ese día, en Seleucia.
El 18 de abril su padre fue Pusicio fue asesinado. El 19 de abril, en la solemnidad de la Resurrección del Señor, sufrió el martirio bajo el rey Sapor II, quien fue gobernante del Imperio sasánida o persa a partir del 309 a 379.
Durante el reinado de Sapor II, y como respuesta a la cristianización del Imperio romano bajo el reinado del emperador Constantino I, se terminó la colección del Avesta, se castigaron la herejía y la apostasía, y se persiguió a los cristianos. Su solemnidad se celebra el 19 de abril. Fueron martirizados 9 vírgenes consagradas a Dios, el resto eran sacerdotes, diáconos y monjes, porque no quisieron adorar al sol, que previamente habían sido encarcelados por 6 meses. 
Yaznadocta, una rica y piadosa mujer les estuvo ayudando alimentándolos, incluso organizando un banquete en su honor por lo cual les llevó a prisión, un vestido de fiesta. Fueron condenados a morir decapitados. Yaznadocta consiguió los cadáveres y los quemó para evitar que fuesen profanados.    
Sapor II como rey, tuvo éxito en el este de la región, donde fundó la gran ciudad Nishapur en Jurasan, actualmente es una de las 30 provincias de Irán, situada al noreste del país. También fundó otras ciudades.